# Otto Rometsch
Otto Rometsch (* 20. Februar 1878 in Pforzheim; † 10. Februar 1938 in Dresden) war ein deutscher Architekt.

## Leben

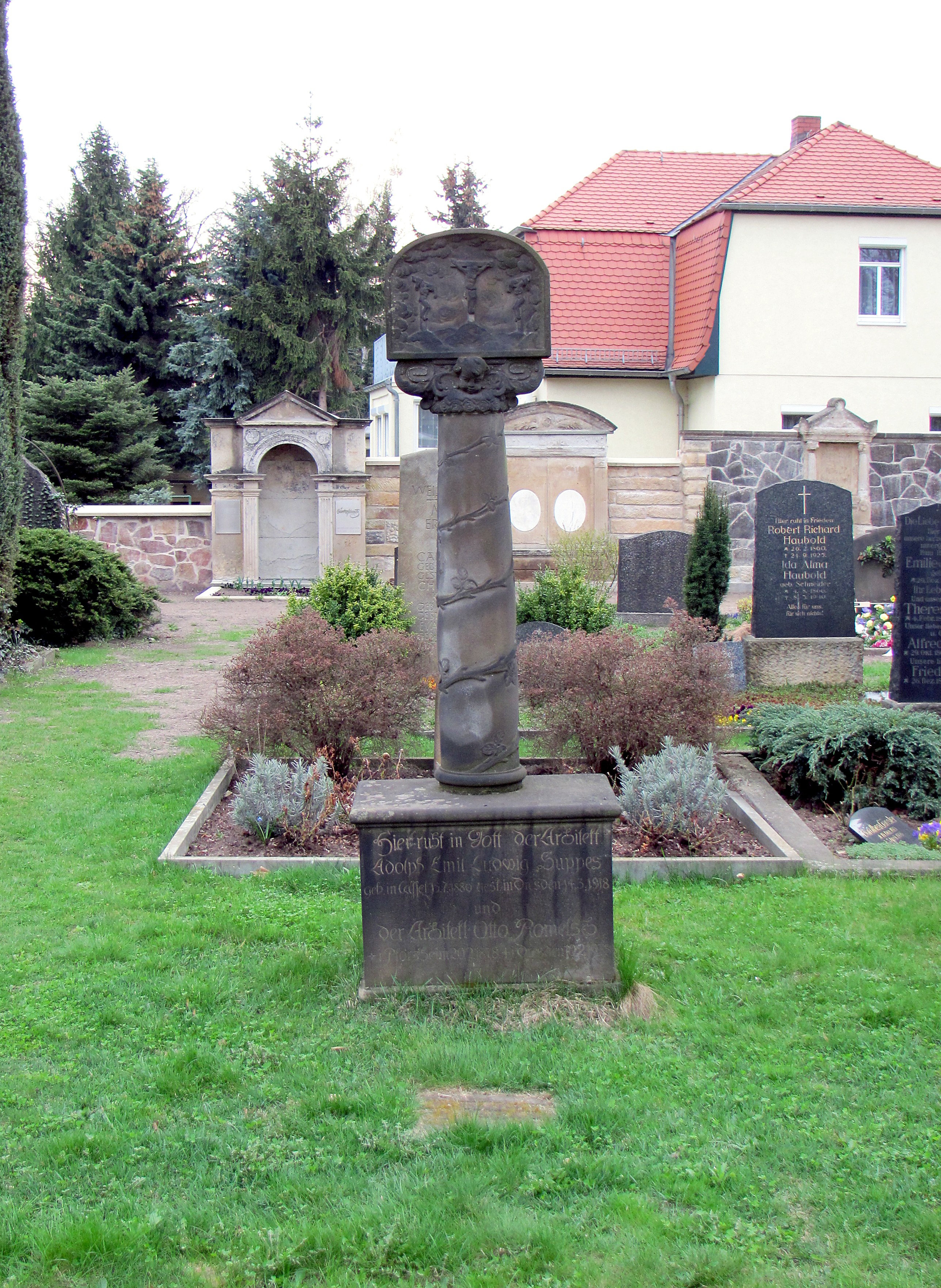
Grabmal von Suppes und Rometsch auf dem Friedhof Radebeul-West

Rometsch studierte Architektur an der Technischen Hochschule Karlsruhe bei Carl Schäfer (1844–1908), einem der wichtigsten Vertreter der späten Neugotik sowie einer der Vorläufer des Heimatschutzstils, der als Denkmalpfleger die Vollendung der Meißner Domtürme (1903–1908) verantwortete.
Anfang des 20. Jahrhunderts ging Rometsch nach Berlin, wo er mit seinem Freund und Kollegen Adolph Suppes (1880–1918) in der künstlerischen und literarischen Bohème um Erich Mühsam, Gustav Landauer und die Brüder Heinrich Hart und Julius Hart verkehrte.
Suppes’ Vater, der Reichsgerichtsrat a. D. Otto Suppes, erwarb 1906 den Grundhof in Niederlößnitz und beauftragte seinen Sohn und Rometsch mit der Wiederherstellung des historischen Weingutanwesens. Diese Gelegenheit nutzten die beiden, um am Ort ein gemeinsames Architekturbüro aufzubauen. Rometsch baute sich das dortige Turmhaus zu einem Wohn- und Atelierhaus um. Ab 1909 entstand dort eine kleine Künstlerkolonie mit den Malern Wilhelm Claus, Karl Kröner und Paul Wilhelm.
1918 starb Adolph Suppes; Rometsch entwarf das Grabmal auf dem Friedhof Radebeul-West, einen reich verzierten Bildstock aus Wehlener Sandstein.
Rometsch verlegte seinen Bürositz (nach Suppes’ Tod?) nach Dresden auf den Altmarkt 6.
Nach dem Ersten Weltkrieg widmete sich Rometsch vor allem der Denkmalpflege. Bei Unstimmigkeiten über eingereichte Bauanträge sprach der Landesverein Sächsischer Heimatschutz mitunter die Empfehlung aus, Rometsch als Architekten bzw. Gutachter in den Abstimmungsprozess miteinzubeziehen. An den Restaurierungsarbeiten von zahlreichen Schlössern und Kirchen in Sachsen war Rometsch beteiligt, beispielsweise Schloss Kriebstein, am Freiberger Dom, der Kunigundenkirche in Rochlitz sowie der Dorfkirche in Pomßen.
Otto Rometsch ist auf dem Friedhof Radebeul-West in einem Gemeinschaftsgrab mit Adolph Suppes beerdigt.

## Bauten und Entwürfe

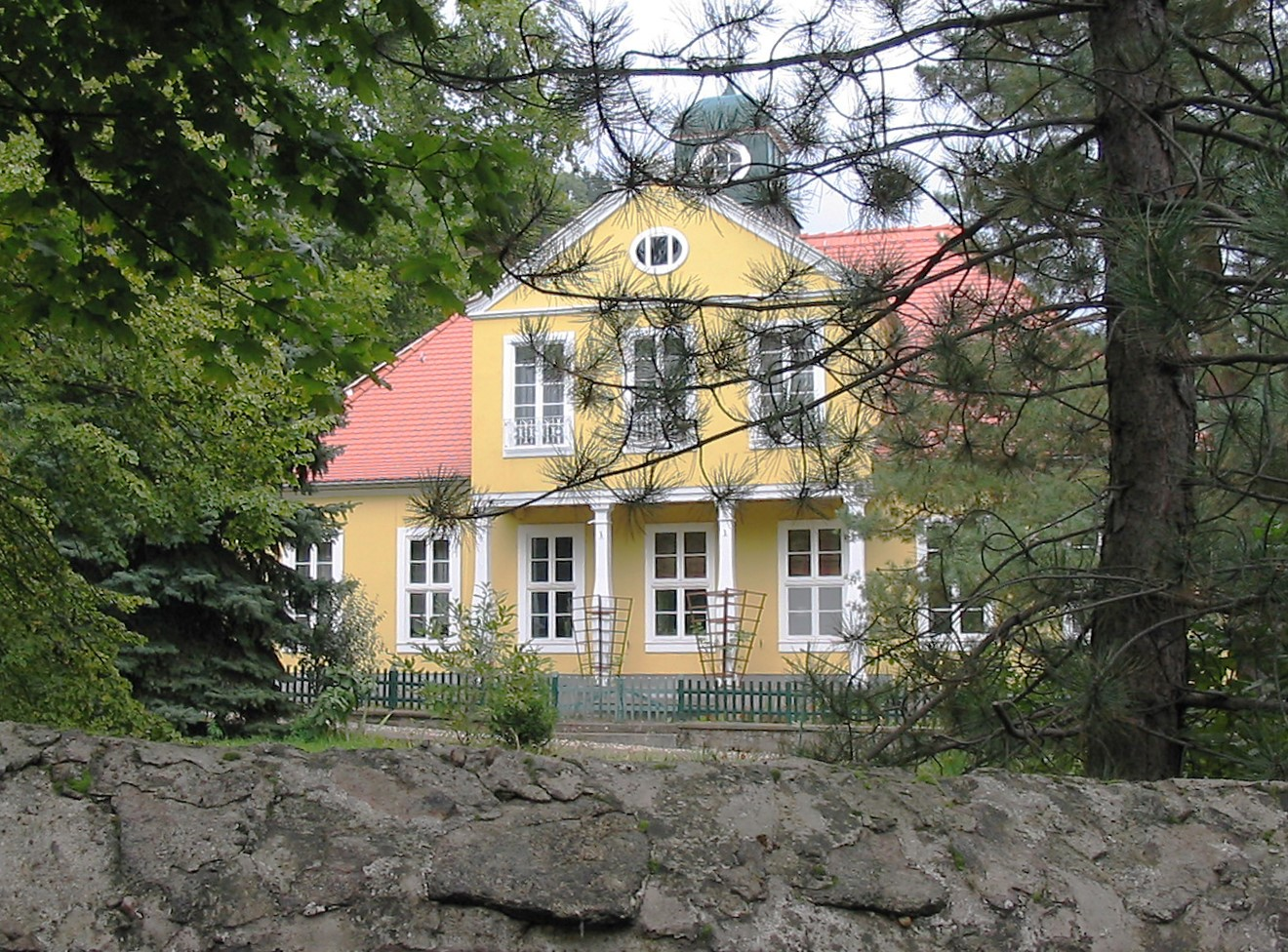
Haus im Garten

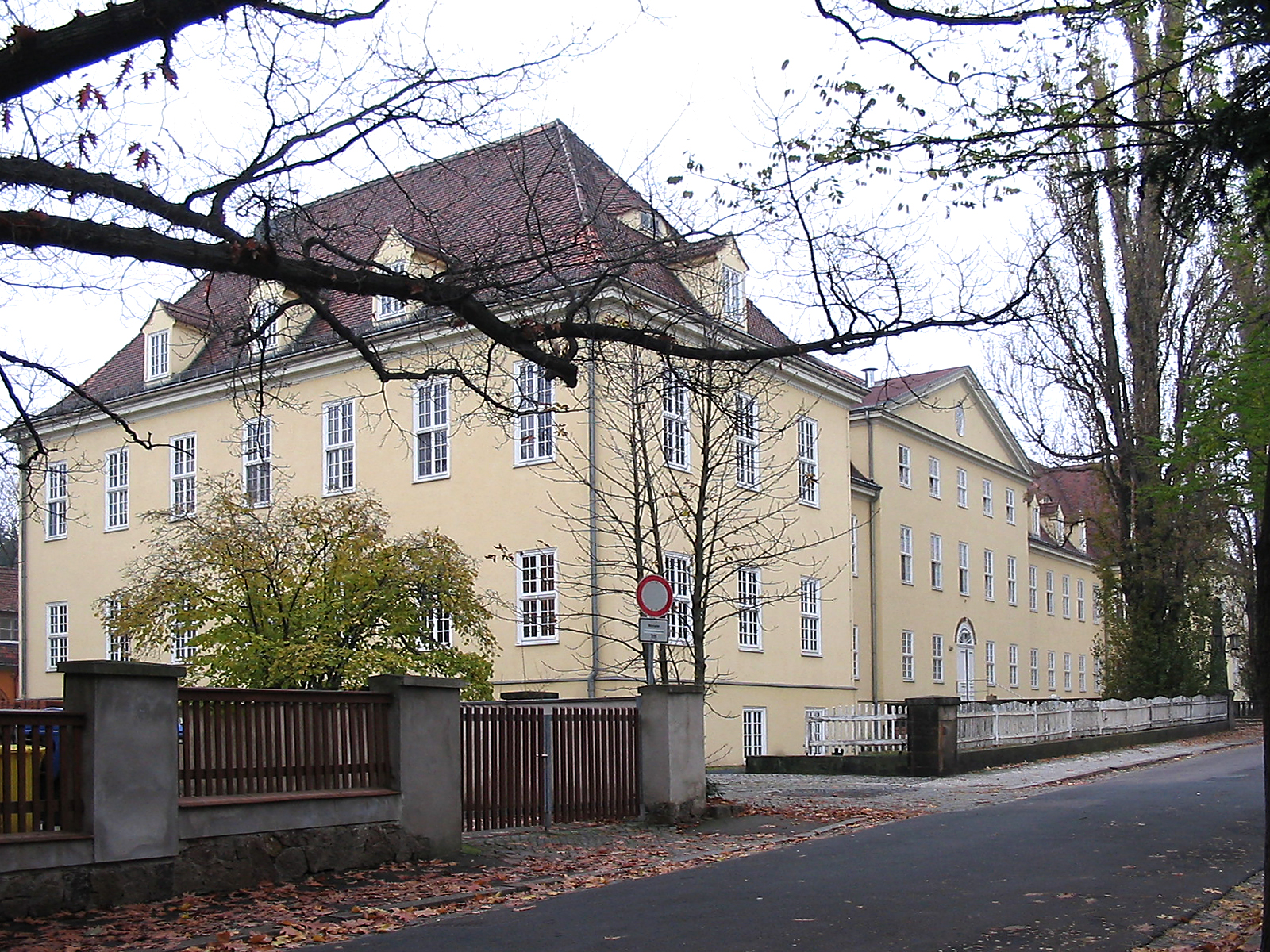
Verwaltungsgebäude Elektrizitätsverband Gröba, aus Richtung Meißner Straße

- 1906: dreiflügeliges Haus im Garten in Niederlößnitz (auf dem Anwesen des Grundhofs, mit Adolph Suppes)
- 1907–1909: Wiederherstellung des Grundhofs in Niederlößnitz (mit Adolph Suppes)
- 1910: Grabstelle von Carl von Waeber, Kaiserlich Russischer Gesandter a. D., auf dem Friedhof Radebeul-West (mit Adolph Suppes)
- 1918: Grabstelle von Adolph Suppes und Otto Rometsch auf dem Friedhof Radebeul-West
- 1924: Verwaltungsgebäude für den Elektrizitätsverband Gröba in Kötzschenbroda (Stadtteil Niederlößnitz), Körnerweg 5
- 1924: Haus im Eck in Kötzschenbroda (auf dem Anwesen des Grundhofs, Stadtteil Niederlößnitz)
- 1924–1925: Umbau des Kyau-Hauses in Oberlößnitz (Entwurf nach Auflagen an den Bauherrn durch den Landesverein Sächsischer Heimatschutz)
- 1926: Entwurfswettbewerb für die Villa Bärenfett (Gewinner: Max Czopka)[2]
- 1927: Erweiterungsbauten zum Berggasthaus „Zum Pfeiffer“ in Wahnsdorf (realisierter Zweitentwurf nach Aufforderung durch den Landesverein Sächsischer Heimatschutz, Baumeister Alwin Höhne)
- 1928–37: Instandsetzung von Schloss Rochsburg bei Lunzenau in Sachsen
- 1929–31: Umbau der Klausur des ehemaligen Benediktinerklosters Chemnitz (Schlossbergmuseum Chemnitz) zum Museum für Stadtgeschichte.
- 1932: Umbau von Haus Barnewitz in Niederlößnitz, Auf den Bergen 65.
- 1933–1935: Umgestaltung der Kunigundenkirche in Rochlitz.
- 1937: Kraftwagenhalle zur Villa „Unser Heim“, Paradiesstraße 22 in Radebeul.
- 1937: Grabstelle von Robert Sterl, Dresdner Maler und Akademieprofessor, auf dem Grundstück des Sterl-Hauses in Naundorf (Struppen) in der Sächsischen Schweiz.